# París-Roubaix 1906
La 11.ª edición de la carrera ciclista París-Roubaix tuvo lugar el 15 de abril de 1906 y fue ganada por el francés Henri Cornet. Se impuso al sprint a Marcel Cadolle. La prueba contó con 270 kilómetros.

## Clasificación final
|    | Ciclista              | Equipo        | Tiempo           |
| -- | --------------------- | ------------- | ---------------- |
| 1  | Henri Cornet          | J.C.-Michelin | 9 h 59 min 20 s  |
| 2  | Marcel Cadolle        | Alcyon        | m. t.            |
| 3  | René Pottier          | -             | 10 h 04 min 30 s |
| 4  | Louis Trousselier     | Peugeot       | 10 h 08 min      |
| 5  | César Garin           | La Française  | 10 h 14 min      |
| 6  | Hippolyte Aucouturier | Alcyon        | 10 h 21 min      |
| 7  | Georges Passerieu     | Peugeot       | 10 h 23 min      |
| 8  | Marceau Narcy         | -             | 10 h 48 min      |
| 9  | Emile Georget         | -             | 10 h 53 min      |
| 10 | Sain                  | -             | 12 horas         |